# Ruth Ocumárez
Ruth Amelia Ocumarez Apataño (nacida el 10 de diciembre de 1981, Santo Domingo, República Dominicana) es una reconocida modelo, actriz, presentadora de televisión y relacionista pública dominicana. Fue Miss República Dominicana Universo 2001 y representó a su país en el certamen Miss Universo 2002 Miss República Dominicana Universo 2001 y compitió en Miss Universo 2002., consolidándose como un ícono de la representación afrodescendiente en el escenario internacional.

## Primeros años y carrera profesional
Ocumarez nació en Santo Domingo el 10 de diciembre de 1983, hija de Ruth Apataño y Ángel Ocumarez, y tiene dos hermanos Alcides y Angelina. 
Ocumarez saltó a la fama en su país por convertirse en la primera mujer de rasgos africanos para representar a la República Dominicana en el Miss Universo. Debido a su tez oscura y su personalidad, fue apodada por el público y la prensa dominicana como la "Diosa de Ébano", es una de las mujeres más bella de República Dominicana.

## Participación en Miss Universo
En el Miss Universo 2002, celebrado en Puerto Rico, Ocumarez fue pronosticada por muchos para ser elegida como una de las semifinalistas. Pero ella no fue seleccionada, causando que muchos usuarios de Internet y bloggers acuñaran el término "Premio de Ruth Ocumarez" significando que se garantizaba iba a ser seleccionada como finalista, pero no figuró en la lista al final. Este suceso marcó su participación como una de las más memorables en la historia del certamen.

## Después de Miss Universo
Después que su reinado terminó, Ocumarez entró en el mundo del modelaje y apareció en muchas revistas dominicanas, europeas y de Puerto Rico. Así mismo, entró en la actuación en la película dominicana Perico Ripiao. Además de su trabajo en cine, Ocumarez también tiene experiencia como presentadora de televisión en Puerto Rico y República Dominicana.
En septiembre de 2009 fue modelo oficial del video "La negra bella". del disco "De aquel lao’ del río" del cantautor y productor Chichí Peralta.
En el 2015 emprendió con su hermana Angelina Ocumarez el exitoso show matutino de radio Las Ocumarez por el que han desfilado muchas celebridades.
Actualmente es Relacionista Pública en donde maneja grandes marcas y personalidades, también tiene su plataforma digital https://reporteoficial.net  en donde se pueden leer noticias de actualidad tanto nacionales como internacionales y es una exitosa maestra de ceremonias donde conecta con el público de una manera cálida y efectiva.

## Vida personal y controversia
Después de su corona en Miss República Dominicana a Ocumarez la han vinculado rumores a varias figuras públicas, entre los que se encuentran el reconocido imitador Julio Sabala y el beisbolista de Grandes Ligas Pedro Martínez.  Lo cual nunca habló de ningún caso y siempre restó importancia ya que no habla de su vida privada.
En 2007 corrió el chisme que Ocumarez se había comprometido para casarse con el extravagante fashionista, Sixto Nolasco.  Ese tema se cerró con declaraciones de Ocumarez a un canal local de su país: Sixto y yo siempre hemos sido grandes amigos, la gente puede inventarse cualquier cosa para escribir una nota de chismes.
El 20 de marzo día mundial de la felicidad del 2016 nos sorprendió contrayendo nupcias con el empresario Italiano Massimiliano Scerra en una ceremonia privada donde solo asistieron amigos y familiares muy cercanos.  Lució uno de los más bellos vestidos de novias del afamado diseñador Luis Domínguez, con una decoración sencilla pero hermosa de Ileana Then.

## Filantropía
En 2000 Ocumarez creó la fundación "Corazones Anaranjados"  (FUNCORAN), una entidad sin ánimo de lucro la cual tiene sede en varios países.